# Brassavola acaulis
Brassavola acaulis är en orkidéart som beskrevs av John Lindley och Joseph Paxton. Brassavola acaulis ingår i släktet Brassavola och familjen orkidéer. Inga underarter finns listade i Catalogue of Life.

## Bildgalleri

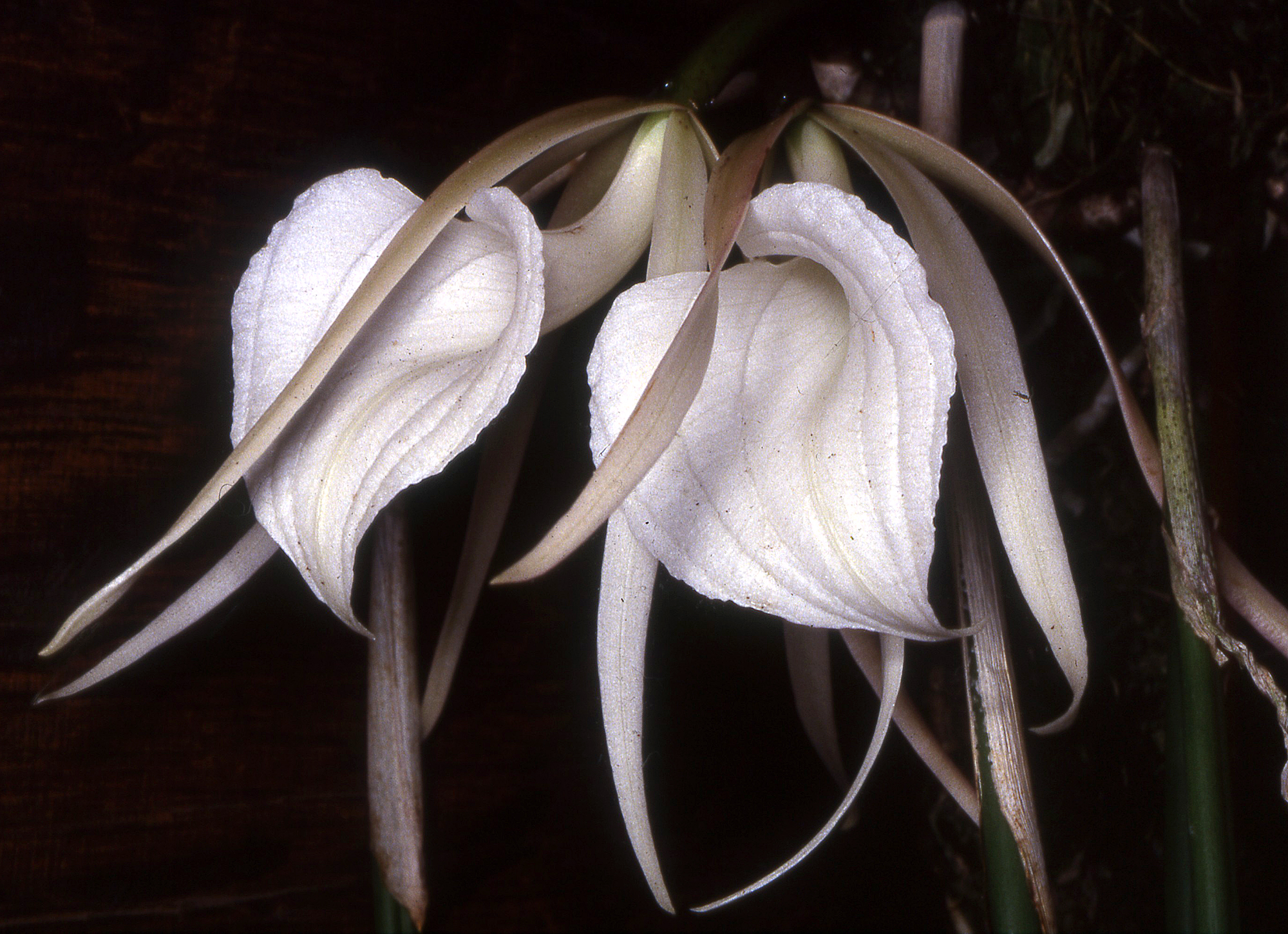
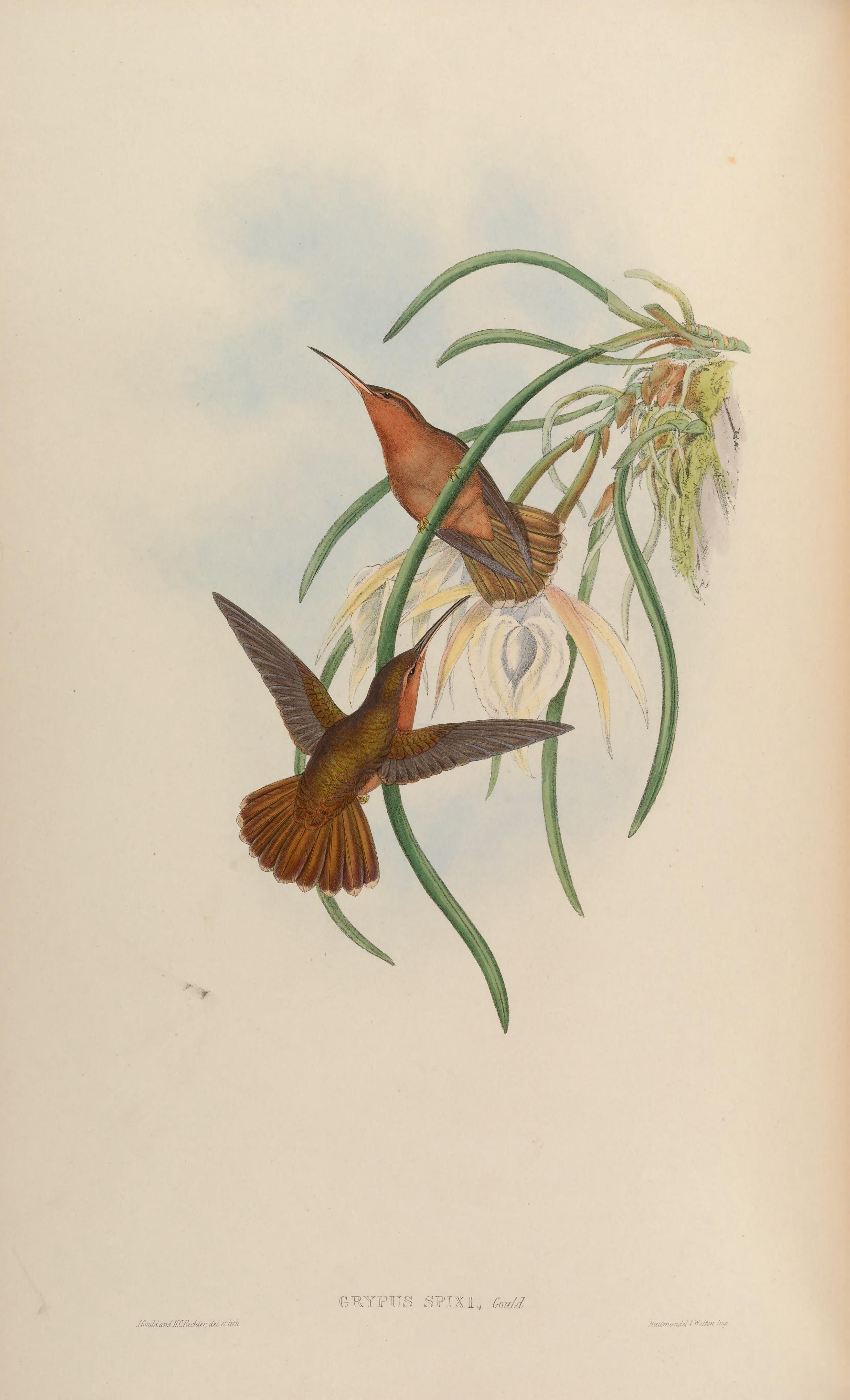
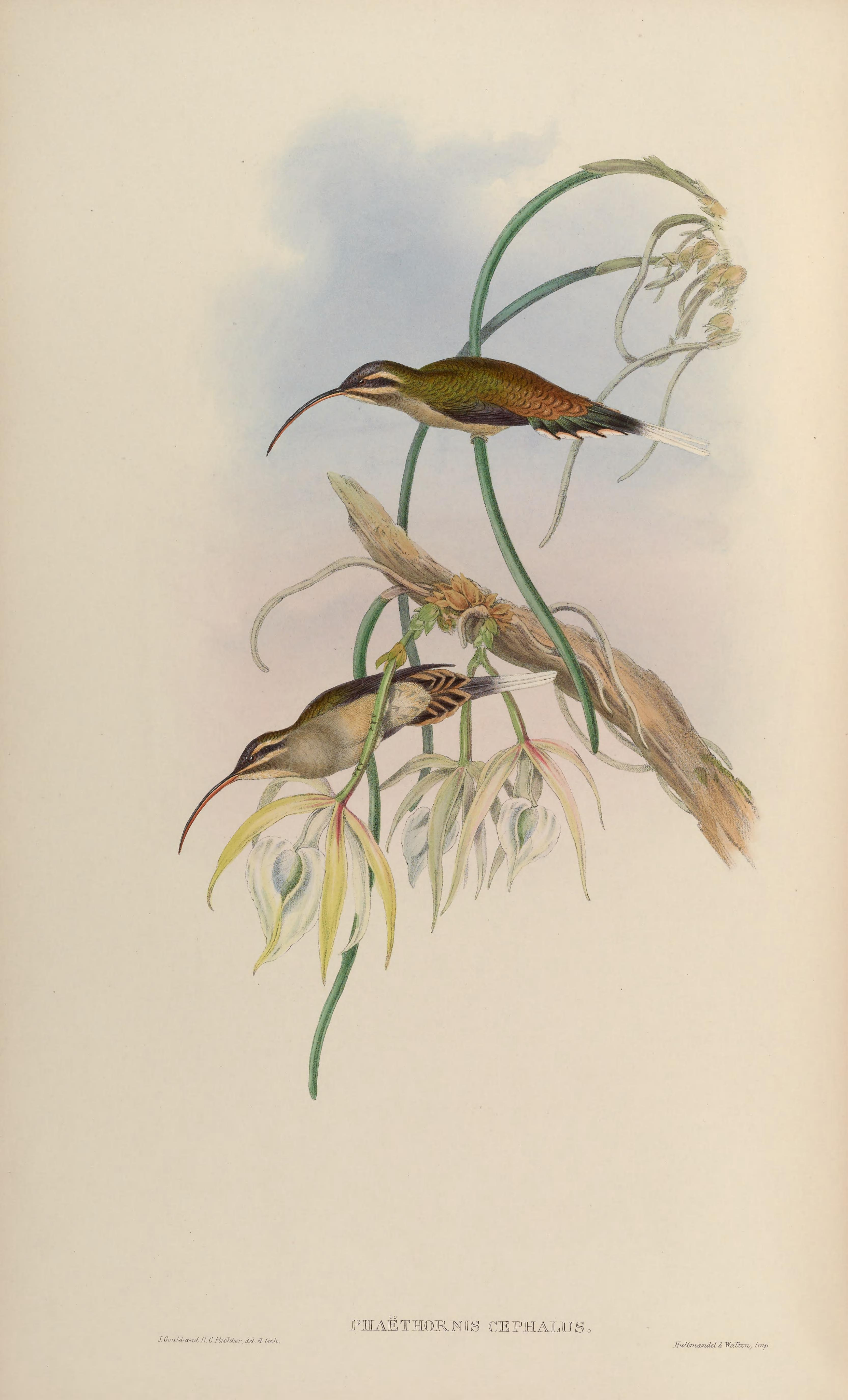
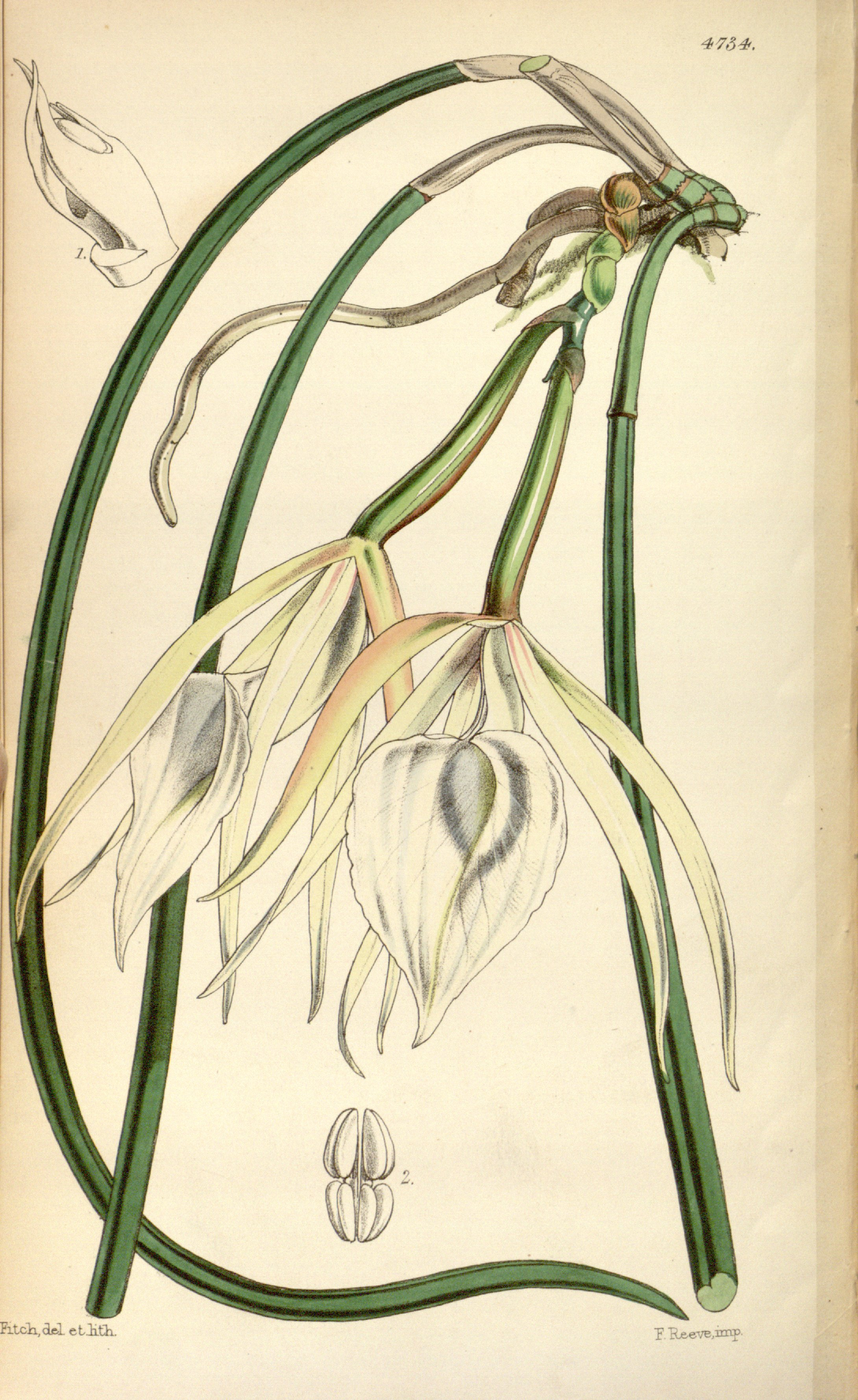